# Deuxième gymnasium de Saint-Pétersbourg

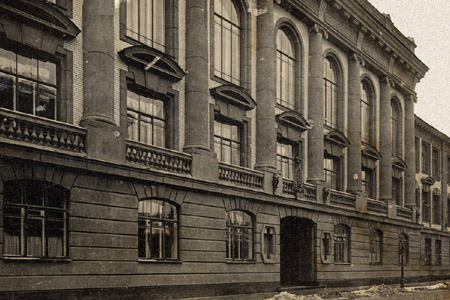
Façade du lycée en 1913

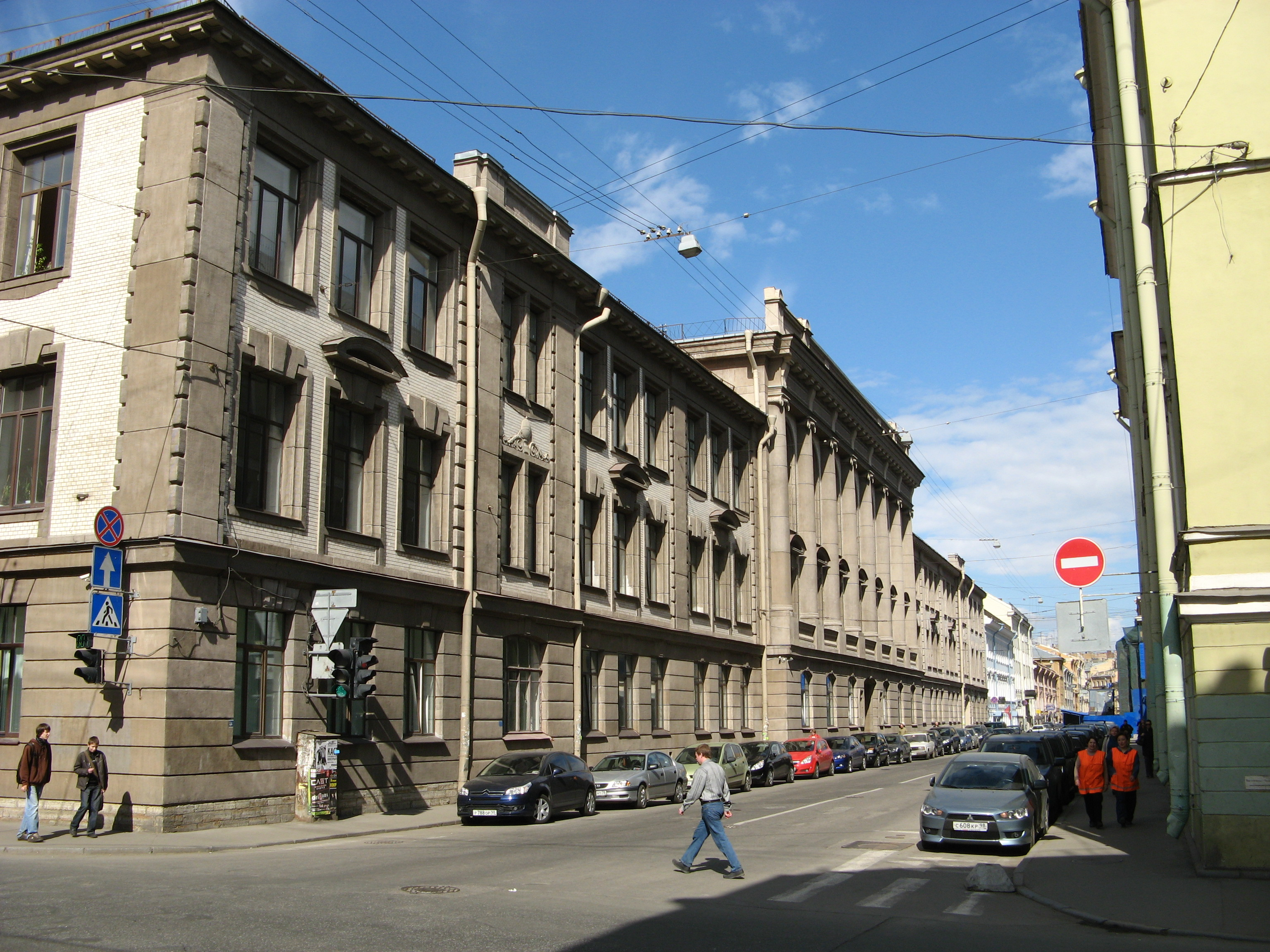
Façade du lycée en 2009

Le deuxième gymnasium de Saint-Pétersbourg (en russe : Вторая Санкт-Петербургская гимназия) est un établissement d'enseignement secondaire situé à Saint-Pétersbourg en Russie. C'est le gymnasium d'État (lycée) le plus ancien de Russie, puisqu'il a été fondé en 1805 par décret d'Alexandre Ier. Sa devise est Salus infanta suprema lex. Il se trouve dans le centre historique de la ville, dans le district de l'Amirauté.

## Historique

### Sous l'Empire russe
C'est le 5 novembre 1804 qu'un décret réorganisant l'enseignement est pris par Alexandre Ier, constituant l'un des actes les plus importants du début de son règne. Le deuxième gymnasium de Saint-Pétersbourg pour garçons ouvre donc le 7 septembre de l'année suivante à l'angle de la rue Mechtchanskaïa (rue des Marchands) et de la ruelle Demidov. Les cours commencent le surlendemain. L'établissement qui dispense un enseignement classique avec grec et latin est renommé en 1822 en école supérieure, mais garde les mêmes professeurs et les mêmes locaux. Il dispense le baccalauréat (appelé « attestat » à l'époque). En 1828, le gymnasium, comme d'autres établissements est sous la tutelle de l'université (jusqu'en 1864). Il reprend son nom de gymnasium en 1830. Il y avait à l'époque quatre lycées classiques de ce type dans la capitale impériale.
La première pierre de la chapelle du lycée est consacrée le 11 juin 1883 et elle est consacrée le 24 novembre suivant en l'honneur de la Nativité de la Vierge.
En 1905, le gymnasium ajoute le nom d'Alexandre Ier à son nom.

### Après 1917
Après 1914, le gymnasium devient le deuxième lycée de Petrograd, nom que prend alors la ville. En 1918, il devient mixte et il est renommé en 1re école unie du Travail du district de Kazan (nom du quartier, d'après la cathédrale Notre-Dame-de-Kazan), mais deux ans plus tard, alors que le régime s'affirme en pleine guerre civile, il devient la 17e école soviétique unie du Travail, puis la 37e en 1923. Elle reçoit le statut de 1re école de formation du district d'Octobre (nouveau nom du quartier) en 1933.
Pendant le terrible siège de Léningrad qui fit un million huit cent mille morts (1941-1944), le bâtiment abrite un hôpital et ceux du corps enseignant qui n'étaient pas partis au front s'installent à l'école no 239. L'école retourne rue Plekhanov en 1945. Elle devient alors l'école moyenne no 232. En 1962, c'est une école qui est organisée avec enseignement approfondi de l'anglais, caractéristique que l'établissement a conservée depuis cette époque.

## Aujourd'hui
Le 1er septembre 1990, elle devient école-gymnase no 232, pour retrouver son nom historique de deuxième lycée de Saint-Pétersbourg, le 1er février 1991. Entretemps, l'URSS a cessé d'exister et la ville a repris nom nom d'origine. Le 5 septembre 2005, date anniversaire, l'établissement participe aux jeux olympiques des lycéens et le lendemain un buste du fondateur, Alexandre Ier, est dévoilé dans l'escalier d'honneur.
Le 1er septembre 2008 marque l'ouverture au 48 rue Notre-Dame-de-Kazan du nouveau bâtiment servant à l'enseignement des petites classes.
Le gymnasium assure un enseignement approfondi en anglais qui est obligatoire. Ensuite la deuxième langue vivante optionnelle est au choix l'allemand ou le français, mais compte tenu de la réussite économique de l'Allemagne, le français a tendance à être délaissé.
L'établissement accueille plus de 1 300 élèves et 133 enseignants répartis en 48 classes. Les premières classes (classe I à IV) sont au nombre de 22, les classes moyennes (V à IX) au nombre de 19 et les classes terminales (X et XI) au nombre de 7.

## Anciens élèves notables
- Evgueni Anitchkov
- Alexandre Benois
- Iban Borgman
- Evgueni Botkine
- Dimitri Bouchène
- Alexandre Briantsev (ru) (1883-1961), acteur, fondateur de Théâtre du jeune spectateur de Saint-Pétersbourg (ru)
- Vadim Engelhardt
- Ivan Glazounov
- Prince Alexandre Gortchakov
- Anatoli Koni
- Eugène Lanceray
- Nikolaï Lanceray
- Leonid Maïkov
- Grigori Pouchkine
- Prince Pierre Wiazemsky